# 張光熾
張光熾（1935年—1973年），台灣記者、政治人物，生於宜蘭縣礁溪鄉，父張倉連曾任臺北縣參議員、礁溪鄉鄉長。
張光熾曾任第五、六屆宜蘭縣議員，任內與臺灣省議員郭雨新為政治搭檔，爭取縣民福利不遺餘力。1968年第七屆宜蘭縣議員選舉意外落選後，轉任台北私人企業。上班途中，因車禍亡故，得年38歲。歸葬故里，民眾沿途祭拜綿延不絕。
由於張光熾擔任《公論報》礁溪記者兼營業主任期間曾因政治立場被拘禁過，加上車禍原因疑點重重，民間揣測可能為類似林宅血案的政治謀殺。
張光熾與台獨左派人士張金策是遠親叔姪。